# 扇尾杜鹃
扇尾杜鹃（学名：Cacomantis flabelliformis），是鹃形目杜鹃科的一种鸟类。
扇尾杜鹃体重约49.8克，翼长约137.2毫米，嘴峰长约21.5毫米，喙宽度约4.9毫米，喙厚度约5.6毫米，跗蹠长约16.7毫米，尾长约133.4毫米。扇尾杜鹃在其分布区内为留鸟，其栖息在半开放的高大树木组成的森林中，食性为肉食性，主要食物来源是陆生无脊椎动物。